# Papillaria guarapiensis
Papillaria guarapiensis är en bladmossart som beskrevs av Bescherelle 1891. Papillaria guarapiensis ingår i släktet Papillaria och familjen Meteoriaceae. Inga underarter finns listade i Catalogue of Life.